# Німенко Степан Олексійович
Степа́н Олексі́йович Німе́нко (нар. 19 грудня 1911 — пом. 11 червня 1983) — радянський льотчик часів Другої світової війни, заступник командира 825-го штурмового авіаційного полку 225-ї штурмової авіаційної дивізії (15-а повітряна армія), майор. Герой Радянського Союзу (1945).

## Життєпис
Народився 19 грудня 1911 року в селі Красносілля — волосному центрі Олександрійського повіту Херсонської губернії (нині — Олександрівський район Кіровоградської області) в селянській родині. Українець. Рано залищившись сиротою, виховувався дідусем. У 9-річному віці переїхав до тітки в Москву, працював у пекарні.
У 1930 році добровільно вступив до лав РСЧА, призваний Хамовницьким РВК м. Москви. Член ВКП(б) з 1931 року. У 1933 році закінчив Об'єднану військову школу імені ВЦВК, у 1935 році — Борисоглібську військову авіаційну школу льотчиків.
Учасник радянсько-фінської війни 1939–1940 років в складі 31-ї окремої розвідувальної авіаційної ескадрильї. Літав на літаку Р-5. За відмінне виконання бойових завдань командування старший лейтенант С. О. Німенко був нагороджений орденом Червоної Зірки.
Німецько-радянську війну капітан С. О. німенко зустрів на посаді заступника командира ескадрильї. Брав участь у бойових діях на Карельському перешийку та Кольському півострові. Здійснив 26 бойових вильотів на літакові СБ.
З січня 1942 по лютий 1943 року навчався на командному факультеті Військово-повітряної академії. Після закінчення прискореного курсу підготовки майор С. О. Німенко призначений командиром 57-ї окремої коректувальної ескадрильї 15-ї повітряної армії. Воював на Брянському і 2-у Прибалтійському фронтах. В подальшому воював командиром ескадрильї 118-го гвардійського штурмового авіаційного полку, заступником командира 825-го штурмового авіаційного полку. До березня 1945 року здійснив 90 бойових вильотів на штурмовку ворога, знищив 8 танків, 56 автомашин з вантажем, 19 гармат, 13 ДЗОТів, близько 1500 солдатів і офіцерів супротивника.
По закінченні війни продовжив службу в ВПС Закавказького ВО. З 1948 року — начальник Красноярського, пізніше — Тамбовського аероклубів. У 1956 році полковник С. О. Німенко вийшов у запас.
Мешкав у Тамбові (Росія), де й помер 11 червня 1983 року. Похований на Воздвиженському цвинтарі.

## Нагороди
Указом Президії Верховної Ради СРСР від 18 серпня 1945 року за зразкове виконання бойових завдань командування на фронті боротьби з німецькими загарбниками та виявлені при цьому відвагу і героїзм, майорові Німенку Степану Олексійовичу присвоєне звання Героя Радянського Союзу з врученням ордена Леніна і медалі «Золота Зірка» (№ 8629).
Був нагороджений двома орденами Леніна, двома орденами Червоного Прапора, орденами Олександра Невського, Вітчизняної війни 1-го ступеня, двома орденами Червоної Зірки і медалями.